# Universidad La Salle (Chihuahua)
La Universidad La Salle Chihuahua es una universidad de inspiración cristiana y privada ubicada en la ciudad de Chihuahua, imparte estudios de licenciatura y maestrías.

## Historia
La Universidad La Salle Chihuahua es una universidad de inspiración cristiana con carisma lasallista.
- Como universidad, busca la verdad y proporciona los conocimientos necesarios para lograr formar profesionistas de la más alta calidad.
- Como universidad de inspiración cristiana, propone valores no en abstracto, sino desde la práctica de los mismos por una persona concreta, Jesús de Nazaret.

La Universidad La Salle Chihuahua abierta apenas en el año 2000 forma parte de un consorcio mundial de instituciones educativas y de la Asociación Internacional de Universidades Lasallistas (AIUL) que agrupa alrededor de 157 instituciones en todo el mundo. En Chihuahua, la ULSA tiene sus raíces, desde hace más de 50 años, en la presencia del Instituto La Salle que ha formado a incontables generaciones.
Los padres de familia y las autoridades civiles y religiosas locales consideraron indispensable dar continuidad al estilo de educación presente ya en Primaria, Secundaria y Preparatoria. Desde 1995, realizaron los trámites necesarios para abrir la Universidad La Salle.
El Acuerdo 17 del Ejecutivo del Estado con fecha 29 de marzo de 2002 le concede el Reconocimiento de Validez Oficial de Estudios (RVOE) y le otorga autonomía académica, organizativa y administrativa.
La ULSA inicia el 7 de agosto de 2000 con siete carreras novedosas y con futuro ocupacional. Actualmente ofrece diecinueve carreras, y cuatro maestrías.
Esta universidad, situada en un bellísimo escenario natural donde se han construido ya cuatro etapas; Aulas 1 y 2, oficinas administrativas, biblioteca, laboratorios, talleres, cafetería, dos auditorios, salas de usos múltiples, canchas deportivas, así como también la Torre de la Comunidad inaugurada en el año 2013.
En su corta existencia es ya reconocida como una de las mejores instituciones locales de educación superior, por sus novedosas carreras y por educar en los valores humanista-cristianos.

## Rectores
- 2000 - 2007: Dr. José Cervantes
- 2007 - 2014: Dr. Salvador Valle Gámez
- agosto-diciembre - 2014 Dr. Carlos Castañeda
- 2015 - 2016: Mtro. Miguel Ángel Valdez García
- 2016 - 2022: Mtro. Guillermo García López
- 2022 - Actualidad: Mtro. José Salvador Benavides Castro

## Licenciaturas
| Licenciatura             | Carrera                                                 |
| ------------------------ | ------------------------------------------------------- |
| Diseño y Arte            | Diseño y Arte                                           |
| Diseño y Arte            | Arquitectura y Urbanismo                                |
| Ciencias de la Salud     | Fisioterapia                                            |
| Ciencias de la Salud     | Nutrición                                               |
| Ciencias de la Salud     | Gastronomía                                             |
| Económico Administrativa | Comercio Internacional                                  |
| Económico Administrativa | Finanzas y Contaduría                                   |
| Económico Administrativa | Gestión y Desarrollo de Empresas                        |
| Económico Administrativa | Mercadotecnia                                           |
| Humanidades              | Ciencias de la Familia                                  |
| Humanidades              | Derecho con Acentuación en Derecho de América del Norte |
| Humanidades              | Idiomas y Relaciones Interraciales                      |
| Humanidades              | Psicología                                              |
| Ingenierías              | Diseño Industrial                                       |
| Ingenierías              | Energías Alternativas                                   |
| Ingenierías              | Industrial en Calidad                                   |
| Ingenierías              | Mecatrónica                                             |
| Ingenierías              | Tecnologías de la Información y Telecomunicaciones      |

## Maestrías
| Maestrías                             |
| ------------------------------------- |
| Maestría en Calidad                   |
| Maestría en Economía y Finanzas       |
| Maestría en Educación Superior        |
| Maestría en Ingeniería Administrativa |